# Jean Jean Roosevelt
Pour les articles homonymes, voir Roosevelt.
Originaire de Jérémie, Jean Jean Roosevelt est un artiste haïtien dont la musique est une alliance de rythmes créoles : Nago, Ibo, Yanvalou, Djouba, Kongo, Rabòday, et d’influences reggae, RnB et afro beat.

## Biographie

### La musique
Jean Jean Roosevelt est un auteur, chanteur, compositeur, guitariste et percussionniste qui, d'ailleurs, à l’université s'est spécialisé dans l’histoire de l’art. Durant son adolescence, il remporte plusieurs concours organisés par des institutions de sa ville natale. C'est le cas des institutions locales comme "Radio Grand’Anse" (1990), "Tropical airways" (1998), "Solèy Sounds System" (2005, 2006),.
Il s'est fait connaitre sur la scène musicale de Port-au-Prince avec sa chanson « Balade Max ». C'est un artiste qui se veut promoteur de la justice sociale. Aussi, dit-il, « Ma mission, c’est de plaider pour un monde juste, un monde vivable, un monde où les jeunes d’ici et d’ailleurs jouissent de leur droit d’aller à l’école et de s’épanouir ». En effet, dans ses musiques, il chante des thèmes comme : l'amour, l’équité de genre, le civisme, la solidarité, la persévérance, la préservation de l'environnement.

### Scène internationale
Jean Jean Roosevelt est sollicité et a performé dans plusieurs festivals internationaux. Par exemple, on le retrouvait sur les scènes du Festival d’été du Québec, du Jazz de Montréal et du Mondial des cultures à Drummonville.
Il a été la figure d’Haïti des VIIes Jeux de la Francophonie France/Nice 2013.

## Distinctions
- 1990 : Champion du concours de chansons organisées par Radio Grand’Anse
- 1998 : Tropical airways
- 2005 : Solèy Sounds System
- 2007 : Ambassadeur Des Jeux de la Francophonie par le CIJF (Comité International  des Jeux de la Francophonie)
- 2013 : Prix TV5Monde
- 2013 : Médaille d’or "chanson" des Jeux de la Francophonie[6]
- 2021 : Ambassadeurs de bonne volonté de l’UNICEF en Haïti[7]

## Discographie

### Albums
- 2007 : Recommence
- 2009 : Pinga
- 2012 : Y'a danger
- 2015 : Madirection
- 2016 : Jean Jean des petits
- 2017 : Les 4 piliers relatifs aux droits de l’enfant
- 2018 : Kole boyo
- 2019 : Grenadye Alaso

### Recueils de textes
2013 : Mes Lavironndede (un recueil compilant les textes de ses chansons)